# Estadio Necmi Kadıoğlu
El Estadio Esenyurt Necmi Kadıoğlu (en turco: Necmi Kadıoğlu Stadyumu) es un estadio de fútbol ubicado en el Distrito de Esenyurt, en la ciudad de Estambul, Turquía. El estadio fue inaugurado el año 2012 y posee una capacidad de 4 500 asientos. Lleva el nombre de Necmi Kadıoğlu, quien se desempeñó como alcalde del distrito de Esenyurt desde 2004 hasta 2017.
Es el campo del Istanbulspor AŞ de la Superliga de Turquía desde 2018 en adelante. Fatih Karagümrük SK, que ascendido a la Süper Lig en 2020, juega algunos de sus partidos como local en esta estadio.
El recinto acogió el partido de clasificación para la Copa Mundial Femenina de la FIFA 2023 de Turquía contra Bulgaria el 21 de octubre de 2021.